# Magnus Petersson
Magnus Petersson, švedski lokostrelec, * 17. junij 1975, Gothenburg.
Sodeloval je na lokostrelskem delu poletnih olimpijskih igrah leta 1996, leta 2000 in leta 2004.